# Iglesia de San Marcos (Manhattan)
La Iglesia de San Marcos en The Bowery (en inglés: St.-Marks-In-The-Bowery) es una iglesia histórica episcopaliana ubicada en 131 East 10th Street, en la intersección de la calle Stuyvesant y la Segunda Avenida en el vecindario de East Village de Manhattan en la ciudad de Nueva York (Estados Unidos). La propiedad ha sido un sitio de culto cristiano continuo durante más de tres siglos y medio, lo que lo convierte en el sitio de práctica religiosa continua más antiguo de la ciudad de Nueva York. La estructura es el segundo edificio de iglesia más antiguo de Manhattan. Está en el Registro Nacional de Lugares Históricos desde el 19 de junio de 1972.  

## Historia y arquitectura
En 1651, Petrus Stuyvesant, director general de New Netherland, compró un terreno para una glorieta o granja de la Compañía Holandesa de las Indias Occidentales y en 1660 construyó una capilla familiar en el sitio actual de la Iglesia de San Marcos. Stuyvesant murió en 1672 y fue enterrado en una bóveda debajo de la capilla.

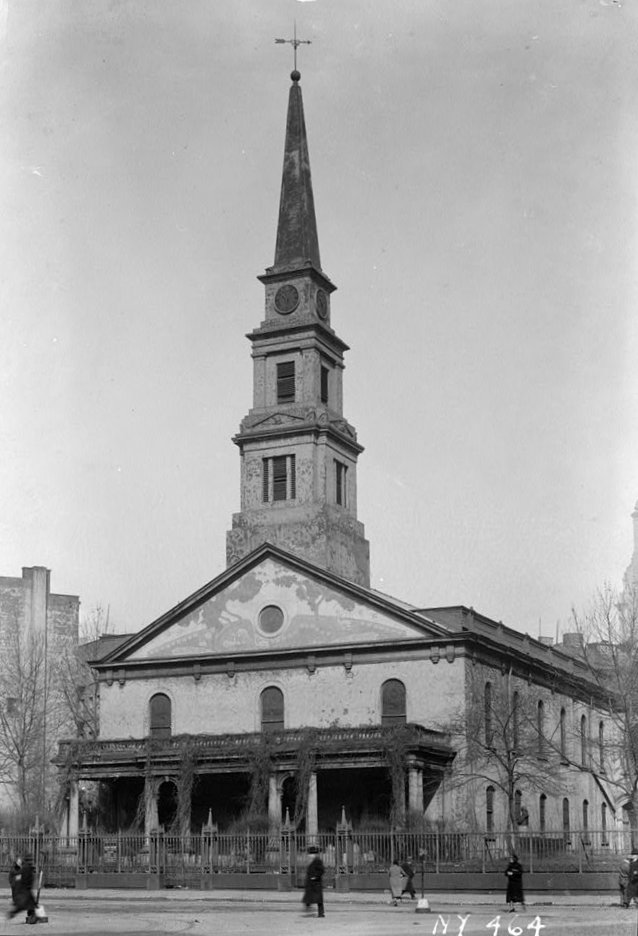
La iglesia en 1936

El bisnieto de Stuyvesant, Petrus "Peter" Stuyvesant, vendió la propiedad de la capilla a la Iglesia Episcopal por 1 dólar en 1793, estipulando que se erigiera una nueva capilla para servir a Bowery Village, la comunidad que se había unido alrededor de la capilla de la familia Stuyvesant. En 1795 se colocó la piedra angular de la actual Iglesia de San Marcos, y la iglesia de estilo georgiano de piedra sin labrar, construida por el arquitecto y albañil John McComb Jr., se completó y consagró el 9 de mayo de 1799. Alexander Hamilton brindó asistencia legal para incorporar la Iglesia de San Marcos como la primera parroquia episcopal independiente de la Iglesia de la Trinidad en la ciudad de Nueva York. Para 1807, la iglesia tenía hasta doscientos fieles en sus servicios de verano, con 70 durante el invierno.
En 1828, se erigió el campanario de la iglesia, cuyo diseño se atribuye a Martin Euclid Thompson e Ithiel Town, en estilo neogriego. Se produjeron más cambios a partir de 1835, cuando se construyó el salón parroquial de piedra de John C. Tucker, y al año siguiente (1836) se renovó la iglesia en sí, reemplazando los pilares cuadrados originales por otros más delgados en estilo neoegipcio.Además, en 1838 se añadió la actual valla de hierro fundido y forjado; estas renovaciones se atribuyen a Thompson. Aproximadamente al mismo tiempo, se completó la escuela dominical y la escuela para niños pobres.
Más tarde, en 1861, se encargó una adición de ladrillos al Salón Parroquial, diseñada y supervisada por el arquitecto James Renwick Jr., y los miembros de la congregación organizaron la Asociación del Hospital de San Marcos. Fuera de la iglesia, el pórtico de hierro fundido se añadió hacia 1858; su diseño se atribuye a James Bogardus, un innovador en esa técnica.

### Siglo XX
A principios del siglo XX Ernest Flagg diseñó la rectoría. En general, mientras que el siglo XIX vio crecer a la Iglesia de San Marcos, el siglo XX estuvo marcado por el servicio comunitario y la expansión cultural.
En 1966, se fundaron Poetry Project y The Film Project, que luego se convirtió en Millennium Film Workshop. Además, en 1975, el Proyecto Danspace fue fundado por Larry Fagin; se estableció el Taller de Documentación Comunitaria bajo la dirección de Arthur Tobier; y el Proyecto de Preservación de la Juventud se expandió a un programa de capacitación laboral de tiempo completo, que asumió la misión de preservar el exterior histórico de San Marcos bajo la supervisión de maestros artesanos.
El 27 de julio de 1978, un incendio casi destruye la iglesia. Citizens to Save St Mark's se fundó para recaudar fondos para su reconstrucción y Preservation Youth Project emprendió la reconstrucción supervisada por el arquitecto Harold Edelman y los artesanos proporcionados por el contratista de conservación I. Maas & Sons. El Landmark Fund surgió de Citizens to Save St Mark's y continúa existiendo para ayudar a mantener y preservar la Iglesia. La restauración se completó en 1986, con vitrales diseñados por Edelman.